# 室川
室川（むろかわ）は、神奈川県秦野市を流れる金目川水系の二級河川である。二級河川部分の延長は5km。

## 地理
秦野盆地の南、神奈川県秦野市千村の渋沢丘陵に源を発し、丘陵に沿うかたちで盆地南端を東へ流れる。秦野市河原町付近で水無川、逆川を合わせ、金目川に合流する。

## 橋梁
川幅が狭く、住宅地を流れるため他にも小さな橋が多くある。
- 秋葉橋
- 吉原橋
- 川久保橋
- 山王橋
- 向開戸橋
- 橋梁
- 橋梁
- 橋梁
- 上峯橋
- 峯橋（神奈川県道62号平塚秦野線）
- 橋梁
- 白笹橋
- 中尾橋
- 下中尾橋
- 橋梁
- 明星橋
- 上尾尻橋
- 尾崎橋
- 鶴巻橋
- 尾尻橋（神奈川県道71号秦野二宮線旧道）
- 根下橋
- 新常盤橋（神奈川県道71号秦野二宮線）